# Филдинг, Марджори
Марджори Филдинг (англ. Marjorie Fielding, 17 февраля 1890, Глостер, Великобритания — 28 декабря 1956, Лондон, Великобритания) — британская актриса.

## Биография
Марджори Филдинг родилась 17 февраля 1890 года в Глостере, второй дочерью Джона и Эллен Филдинг (урождённой Майлз). Она получила образование в женском колледже Челтнема, а затем принята в репертуарную труппу Ливерпульского театра. После переезда в Лондон Филдинг играла в постановках Вест-Энда, а также начала карьеру в кино, где часто играла роли пожилых дам с аристократической манерой поведения. Среди фильмов с её участием — такие картины, как «Тихая свадьба» (1941), «Заговорщик» (1949), «Банда с Лавендер Хилл» (1951), «Круг опасности» (1951), «Дело о похищении» (1951) и «Мэнди» (1952).
Филдинг умерла от рака 28 декабря 1956 года в Лондоне. Её поминальную службу в Сент-Мартин-ин-зе-Филдс посетили Лоренс Оливье и Джон Гилгуд, с которыми она дружила в юности. Актриса не была замужем, и детей не имела.